# Советская эстетика
Сове́тская эсте́тика — сфера эстетики, последовательно развивавшаяся в СССР. Наиболее её плодотворные и значительные произведения относятся к 1950—1970-м годам. В то время издавались работы таких известных учёных как И. В. Малышев, Л. Н. Столович, А.Н Сохор, В. В. Ванслов и др.
Эстетика Советского периода, в частности 1950—1980-х годов, внесла значительный вклад в развитие мировой эстетической науки своим исследованием сущности эстетического и прекрасного.
Творчески развивая марксистскую теорию познания, подключая аксиологический подход и данные современной психологии, советские эстетики достаточно убедительно обосновали специфичность связи искусства с действительностью, особенность предмета художественного отражения и его результата — художественного образа действительности, что имеет особое значение в контексте современной западной философии искусства, по сути, игнорирующей данную проблематику.
Более того, в результате психологических и семиотических исследований были определены существенные черты художественной коммуникации. Тем самым был сделан значительный вклад советских ученых в постижение природы искусства.
Откликнувшись на инициативу феноменологов, советская эстетика значительно продвинула разработку проблем художественной онтологии. Конечно, отнюдь не все проблемы онтологии художественного произведения получили в советской эстетике убедительное решение. Наиболее сложная из них — способ существования произведения литературы — даже не стала предметом специальных исследований.
Также были опубликованы в целом успешные исследования советских учёных такого традиционно трудного для эстетики вида искусства как музыка. Наиболее значительные результаты были получены в исследованиях музыкально-коммуникативных процессов, менее значительные — в осмыслении проблем музыкальной гносеологии и онтологии.

## Основные черты
Эстетическая мысль в Советском Союзе интенсивно развивалась в 1920-х годах. Это проявлялось в различных течениях того времени: существовала марксистская социологии искусства, зарождалась знаменитая «формальная школа» в литературоведении, писали свои труды П. Флоренский и А. Лосев, Г. Шпет и М. Бахтин. События 1930-х годов, достигшие своего апогея к 1937 г., полностью прекратили процесс развития эстетики в СССР — с 1937 по 1953 год не вышла ни одна книга по данной тематике.
Только после смерти И. Сталина стали появляться книги и статьи по эстетике: на свет выходили работы эстетиков новой волны, определились основные эстетические концепции и стали проводиться дискуссии в сфере эстетики. Неслучайно все это совпало с началом политической «оттепели», с утверждения, принципов гуманизма и свободы личности.
Представители официальной идеологии видели в творчестве ряда крупных художников и возродившейся эстетики оппозицию тоталитарному режиму. Поэтому неслучайной была систематическая проработка таких создателей большого искусства, как Прокофьев и Шостакович, Эйзенштейн и Пастернак, Фаворский и Сарьян, Гроссман и Твардовский. В сфере эстетики клеймили «абстрактный гуманизм», академизм, объективизм как нежелание следовать принципам советского общества.
С конца 1940-х годов эстетику стали вводить в качестве учебного предмета в художественные учебные заведения. Однако понимание этой дисциплины не было до конца полным. До сих пор считалось, что эстетика — это общая теория искусства.
Период с середины 1950-х до конца 1970-х годов можно назвать «золотым веком» отечественной эстетики. Социальным импульсом для активизации её развития послужила хрущевская «оттепель» и провозглашенная КПСС программа «строительства коммунизма». Относительная либерализация режима позволила значительно расширить проблематику науки, преодолеть свойственный ей в сталинский период искусствоцентризм. Именно с конца 1950-х годов начинается интенсивное осмысление сущности эстетического отношения человека к действительности и основных эстетических категорий. Обновляется и методология науки, в её арсенал включаются аксиологический, семиотический, системно-структурный подходы, возрождается социология искусства. Появляется возможность знакомства с достижениями современной западной эстетики.
В это время можно констатировать массированное и весьма плодотворное исследование двух основных проблемных сфер: общих закономерностей эстетического отношения человека к действительности и наиболее общих законов искусства. В исследованиях эстетического отношения с применением гносеологического, аксиологического и психологического подходов были достигнуты значительные результаты в познании сущности эстетического и основных её проявлений: прекрасного, величественного, безобразного, ужасного и комического. В связи с чем тщательному анализу были подвергнуты как объект, так и субъект эстетической ценности, а в структуре последнего — специфика эстетической потребности и эстетического идеала.
Художественно-творческая деятельность человека активно исследовалась в гносеологическом, онтологическом и коммуникативном аспектах. При этом использовались гносеологический, аксиологический, психологический и семиотический методы познания. Теоретическим итогом этих познавательных усилий можно считать обобщающие концепции природы искусства, выдвинутые в ряде работ советских эстетиков.
Такие качественные изменения сопровождались и резким возрастанием количества публикаций, диссертаций и вообще специалистов по эстетике. Последнее было непосредственным следствием провозглашения в качестве социальных целей строительства коммунизма и формирования гармонично развитой личности, достойной этого общества. Отсюда внимание к массовому эстетическому и художественному воспитанию, включение курса эстетики в учебные программы школ, техникумов, вузов. И, соответственно, открытие кафедр эстетики в университетах страны для подготовки специалистов.
Более того, в 1960-е годы сложилась уникальная ситуация. Если проработка и критика во второй половине 1930-х и 1940-х годов нередко заканчивались арестом, в лучшем случае увольнением с работы и невозможностью заниматься легально профессиональной деятельностью, то в период «оттепели» выговоры чаще всего не делались до наступления брежневской эпохи, начавшейся со скандального процесса Синявского и Даниэля. В области же эстетики даже допускались споры и дискуссии, правда, по самым абстрактным проблемам. Л. Н. Столович в своей книге «Философия. Эстетика. Смех» пишет о таких дискуссиях следующее:

Разумеется, границы дискуссий были четко обозначены. Нельзя было, скажем, дискутировать, должно или не должно советское искусство следовать «творческому методу» социалистического реализма, но можно было обсуждать вопрос, что такое «реализм», когда он появился на свет, в первобытную эпоху или же эпоху Возрождения, или даже в XIX веке. Нельзя было сомневаться, является ли эстетически значимой социалистическая действительность, но можно было обсуждать проблему сущности прекрасного, существует ли красота в природе без человека или же она появляется только с возникновения человеческого общества и человеческих идеалов, поскольку на этот счет не было четких указаний классиков марксизма-ленинизма
Марксизм-ленинизм был обязательной философской методологией, а «решения съездов КПСС» — «руководящей линией». Подобная ситуация не только сдерживала развитие науки, но делала вообще невозможным объективное исследование социально конкретной проблематики, например, советского искусства, художественного метода «социалистического реализма», партийности, народности искусства, эстетических ценностей советского общества и т.п.
Вообще, развитие советской эстетики 1950—1980-х годов можно интерпретировать как процесс преодоления творческим марксизмом догматов официального «марксизма-ленинизма». Однако к началу 1980-х годов этот процесс застопорился. Количество публикаций по проблемам эстетики резко сократилось. Многие эстетики переквалифицировались в культурологов. Советская эстетика явно вступила в полосу кризиса. Тому были общесоциальные причины. Но были и внутренние, гносеологические причины кризиса. Дело в том, что за предыдущее двадцатилетие были исчерпаны возможности прежних методов исследования искусства. При всем многообразии таких методов (гносеологический, аксиологический, психологический, системно-структурный) требовался выход на качественно новый уровень исследования, связанный с применением диалектической методологии познания. Однако, подавляющее большинство теоретиков не осознало этой необходимости и не реализовало её. В результате, как и все общество, советская эстетика к рубежу 1980-х годов оказалась в состоянии кризиса.

## Дискуссия об эстетическом
Одним из значительных достижений науки рассматриваемого периода была постановка и проработка проблемы сущности эстетического. Дискуссия по этой проблеме завязалась в середине 1950-х годов и получила условное название дискуссии между «природниками» и «общественниками». Несмотря на ожесточенный, нередко сопровождаемый идеологическими обвинениями, её характер, каждой из спорящих сторон удалось вскрыть и теоретически осмыслить одну из граней многогранной природы эстетического. Проблема сущности эстетического дискутировалась по преимуществу в связи с проблемой прекрасного и особо остро — прекрасного в природе.
Широкая дискуссия о сущности эстетического, о природе красоты и о красоты в природе, об отношении красоты и искусства началась в 1956 г. «В этом году, — писал один из участников этой дискуссии М. С. Каган, — в журнале „Вопросы философии“ была опубликована статья Л. Столовича, в которой кратко излагалась концепция эстетического, развернутая им спустя два года в книге „Эстетическое в действительности и в искусстве“, а затем вышло в свет несколько монографий, по-разному трактовавших эту проблему: „Эстетическая сущность искусства“ А. Бурова, „Вопросы эстетического воспитания“ Н. Дмитриевой, „Содержание и форма в искусстве“ и „Проблема прекрасного“ В. Ванслова».
Основной спор в широко развернувшейся дискуссии на страницах книг и статей, в университетских аудиториях и разного рода собраниях-обсуждениях эстетических проблем шёл уже не о правомерности эстетической характеристики искусства, а о сущности самого эстетического отношения. Каков его предмет? Объективен он или субъективен? Является ли им природа или же человеческое общество? Поскольку же прекрасное — основная категория эстетического отношения, то все эти вопросы рассматривались применительно к красоте. Все эти теоретико-эстетические проблемы безусловно правомерны и они не новы: споры по ним ведутся, по крайней мере два с половиной тысячелетия — со времени возникновения самой эстетики.

### Основные концепции эстетического
Объективно-субъективная концепция
В книге А. И. Бурова была представлена концепция, которая впоследствии определялась как «объективно-субъективная». «Узел проблемы эстетического, — отмечал он в книге „Эстетическая сущность искусства“, — в диалектике объекта и субъекта». Притом красоты «как „чисто“ объективной, абсолютной красоты в себе, строго говоря, не существует». Красота рассматривалась им по аналогии с истиной, которая есть «адекватно отраженные в сознании объективные закономерности действительности». И отсюда следовало такое определение: «Отраженную в сознании закономерность определенного качества мы называем красотой».
Природническая концепция
Н. А. Дмитриева в книге 1956 г. «Вопросы эстетического воспитания», а ещё до её выхода в статье «Эстетическая категория прекрасного» и других работах, выступила с концепцией, получившей в ходе дискуссии наименование «природническая». По этой концепции, «наши представления о красоте развиваются в соответствии с потребностями человеческого общества, служат и орудиями в классовой борьбе, но все же они имеют первоначальный свой источник и объективный корректив в самих природных законах».Таких воззрений придерживалось немало участников дискуссии, хотя и по разным основаниям. Данную концепцию также поддерживали Г.Н. Поспелов, И.Ф. Смольянинов, П.С. Трофимов и др.
Общественная концепция
Концепцией, которая спровоцировала эстетический спор, была так называемая «общественная концепция», предложенная Л. Н. Столовичем, В. В. Вансловым, Ю. Б. Боревым, успешно разработавшим с её позиций категории комического и трагического. Суть этой концепции заключалась в том, что прекрасное и другие эстетические свойства осмыслялись как общественно-объективные, как социокультурная реальность. «Общественники» противостояли «природникам», поскольку объективность прекрасного не усматривали в природе как таковой, до человека и без человека и общества. С другой стороны, они настаивали на общественной объективности прекрасного и других эстетических явлений, и поэтому не разделяли «объективно-субъективную» концепцию, которая вообще отрицала объективность красоты, считая её объективно-субъективным явлением, единством реального и идеального.
Таким образом, «общественники» подвергались критике со всех сторон. «Природники» критиковали их, как и «объективно-субъективную» концепцию, за отрицание природной объективности прекрасного, что квалифицировалось ими как субъективизм. Сторонники же «объективно-субъективной» концепции критиковали «общественников» за признание какой бы то ни было объективности прекрасного, пусть и общественной объективности. «Общественники» не оставались в долгу и, в свою очередь, критиковали «природников» за натурализм в эстетике и «объективно-субъективную» концепцию за отрицание общественной объективности красоты как объективного критерия эстетических оценок.
Такова была диспозиция основных борющихся сил. Высказывались и несколько другие точки зрения на сущность эстетического. Были и «психологисты»*, для которых прекрасное было чисто субъективным феноменом; были и сторонники «трудовой» концепции эстетического, в ряде отношений близких к «общественникам».

### Особенности дискуссии
Одной из особенностей эстетической дискуссии середины 1950—1960-х годов было то, что спорившие в ней участники доказывали свою приверженность марксизму-ленинизму. Л. Н. Столович пишет о таком положении дел следующее:

Это соответствовало общей партийной установке, которую можно выразить формулой одного ответственного работника: «Нам дискуссии нужны, но только такие, когда все говорят правильно». И в результате получалось нечто странное: марксизм-ленинизм превращался в дубинку, которой били друг друга его приверженцы. И все диспутанты были убеждены в непререкаемости ленинского афоризма: «Учение Маркса — всесильно, потому, что оно верно.
В результате такой установки возникал главный методологический изъян дискуссии: спорящие старались доказать не только фактическую правильность своей позиции, но прежде всего её соответствие основным идеологическим постулатам. Всё противоположное этим постулатам считалось абсурдом, и доказательства своей правоты шли большей частью доказательством от противного. Выявление в оппоненте „идеализма“, „субъективизма“, „ревизионизма“, схожести с эстетикой Канта, Кроче или с эмпириокритицизмом было достаточно для вынесения обвинительного приговора. Вся история марксистской философии и эстетики свидетельствует о том, что борьба за методологическую „чистоту“ не приводит ни к чему иному, как к догматизму

### Влияние
Исследую сущность эстетического, советская эстетика внесла значительный вклад в развитие мировой эстетической науки. Начавшиеся в середине 1950-х годов в Советском Союзе исследования по данной тематике перекинулись и в другие страны так называемого „социалистического лагеря“. Выступления её участников, их статьи и книги переводились в ГДР, Польше, Румынии, Венгрии, Чехословакии, Болгарии, а также в Югославии и Китае. Ссылки на авторов дискуссии обнаруживаются в театроведческих и музыковедческих изданиях Латинской Америки. Материалы дискуссии включались в самостоятельное развитие эстетики в этих странах, связанное с имеющимися там национальными традициями. Следует отметить, что за рубежом менялись акценты в отношении к участникам дискуссии. Если в СССР на первом этапе споров об эстетическом доминировало критическое отношение к „общественной“ и „объективно-субъективной“ концепциям, то зарубежным коллегам как раз эти концепции больше всего импонировали. „Природники“ же проявили себя только в Болгарии.

## Проблематика искусства

### Искусство и действительность
В 1950—1980-х годах было опубликовано значительное количество работ, содержащих различные концепции предмета искусства и художественного образа действительности. Общая тенденция исследований данного периода состояла в постепенном обосновании специфики отношения искусства к действительности, выявлении отличий предмета и результата художественного мышления от иных форм общественного сознания. Одной из задач советской эстетики того времени, опираясь на „ленинскую теорию отражения“, было теоретически обосновать роль творчески преобразующего начала художественного осмысления действительности.
Отправной точкой в данном процессе была концепция отождествления предмета искусства и предмета науки, характерная для искусствознания сталинского периода. В работах таких авторов, как И. Астахов, Ф. Калошин, Г. Недошивин утверждалось, что и для науки, и для искусства предмет отражения один и тот же — объективные свойства действительности. Отличие же их только в форме отражения: в науке теоретической, в искусстве — конкретно-чувственно-образной. При этом обычно ссылались на яркое высказывание В. Белинского о том, что наука доказывает, а искусство показывает, но говорят они об одном и том же. Такое понимание гносеологии искусства было связано с политикой государства, ориентировавшей художников на реализм как метод осмысления действительности. Причем реализм трактовался как способ „отражения жизни в формах самой жизни“. В конечном счете за этой теорией скрывалось понимание искусства как образной иллюстрации „истин“ государственной идеологии в доступной для широких масс форме, что на практике реализовалось в искусстве так называемого „социалистического реализма“.
Следующий шаг в углублении познания специфики художественного отражения действительности был сделан благодаря использованию научных данных психологии, особенно концепции А. Н. Леонтьева. В изданной в 1965 году работе А. Леонтьева „Проблемы развития психики“, а также в ряде более поздних его работ, структура психической деятельности человека характеризовалась как взаимосвязанное единство „объективных значений“ и „личностных смыслов“. Объективные значения — это закрепленные в языке, выступающие в абстрактно-логических формах понятий, суждений, умозаключений, результаты отражения объективных свойств природных и социальных объектов, на которых направлена преобразовательная активность общества. Личностные же смыслы есть отношения явлений действительности к мотивам деятельности личности; они положительные — если эти явления соответствуют мотивам, или отрицательные — если не соответствуют. Что и обнаруживается в эмоциональных переживаниях в результате особых актов оценок этих явлений, в ходе которых они сопоставляются с мотивами деятельности личности.
Развивая идеи А. Леонтьева, С. Раппопорт сосредоточил свое внимание на выявлении социально-практических истоков художественного творчества. Согласно ему следует различать два вида общественной практики. Первый — преобразование природных и социальных объектов, второй — преобразование человека как субъекта и личности: „обработка людей людьми“ имеет своим результатом их изменение в качестве субъекта, формирование каждого человека как личности». Два вида практики порождают два вида социально-исторического опыта: «опыт фактов» и «опыт отношений». Опыт фактов концентрируется в системе объективных значений; опыт отношений воплощается в мотивах деятельности человека, его личностных смыслах и эмоциях.
Как писал С. Раппопорт, «в личностной плоскости практика направлена на человека, его отношения к действительности и самому себе. Поэтому ей нужно познание явлений действительности в связи с отношениями к ней человека и познание самих этих отношений». Эту социальную функцию и берет на себя искусство (в отличие от науки, опирающейся на опыт фактов и развивающей его).
Искусство призвано «осмыслить многогранный опыт человеческих отношений к миру, отобрать и обобщить в нем то, в чем проявляются коренные процессы материального и духовного развития общества».
«Нацеленное на формирование человека и его отношения к действительности, искусство отражает ее явления в связи с отношениями к ним человека, познает и сами отношения, стремясь выявить те из них, которые характерны для данного времени». Отсюда особое значение эмоций в содержании художественного образа. Причем это особые, художественные эмоции, которые в отличие от обыденных, «представляют собой в высшей степени обобщенный, концентрированный, систематизированный опыт отношений человека к действительности».
Значение этих идей С. Раппопорта и близких к ним высказываний ряда других авторов состоит более всего в попытке обнаружения различных социально-практических истоков научного и художественного творчества, в различении двух видов общественной практики, каждый из которых служит порождению особого вида творческой деятельности человека.

### Художественная коммуникация
К достижениям советской эстетики годов следует отнести и исследования специфики художественной коммуникации. Они также велись, отталкиваясь от упрощенно понимаемой «теории отражения». Выделяют два подхода в изучении данного вопроса.

#### Психологический подход
К началу 1970-х годов, уже была накоплена некоторая база эмпирических (главным образом психологических) исследований восприятия отдельных видов искусства, на основе которых можно было переходить к обобщающим концепциям. Именно психологический подход к проблеме стал одним из доминирующих в эстетических исследованиях общих закономерностей художественной коммуникации. В ходе этих исследований было обстоятельно доказано, что «эстетическое восприятие существенным образом отличается от восприятия как особой формы чувственного познания».
Особое внимание исследователей было уделено роли ассоциаций в процессе восприятия произведений искусства: «Произведение, воздействуя на психику, возбуждает накопленный в ней запас ассоциаций. И уже возникающие благодаря этому представления, эмоции, мысли становятся тем материалом, на основе которого формируются передаваемые произведением художественные образы». Была определена роль общественных ассоциативных фондов и индивидуального ассоциативного багажа личности, осмыслена роль жизненных и, особо, художественных ассоциаций.
Художественные, то есть складывающиеся в практике общения с искусством ассоциации связывают устойчивые художественные структуры с представлениями субъекта и его эмоциями. Как подчеркивал С. Раппопорт, «каждая исторически сложившаяся система художественного языка связана с определенным набором художественных ассоциаций. Овладение художественным языком есть прежде всего выработка художественных ассоциаций, связанных с данной его системой». Подключение же индивидуальных ассоциаций порождает то, что художественное воздействие произведения «оказывается общим в главных чертах и в то же время своеобразным, как бы приспособленным к особенностям каждого зрителя, читателя, слушателя и потому глубоко личным для него».

#### Семиотический подход
С 1960-х годов начинается, а в 1970-х годах получает широкое распространение семиотический анализ художественной коммуникации. Если психологический подход акцентировал свое внимание на художественном восприятии произведений искусства, то семиотический — на самом произведении, которое опосредует связь между автором-художником и читателями, зрителями, слушателями.
Одним из первых инициаторов изучения данного подхода был Ю. Лотман, опубликовавший в 1964 году свои «Лекции по структуральной поэтике».
В изданной в 1970 году книге «Структура художественного текста» он излагал основные понятия и методы структурно-семиотической теории искусства. «Если искусство — особое средство коммуникации, особым образом организованный язык, то произведения искусства — то есть сообщения на этом языке — можно рассматривать в качестве текстов». Подключая соссюровское различение языка и речи, Лотман интерпретировал художественный текст как «речь», высказывание на особом языке. Последний же — «это некоторая данность, которая существует до создания конкретного текста и одинакова для обоих полюсов коммуникации». Ю.Лотман распространял на понимание художественного языка структурально-лингвистическую интерпретацию моделирующей функции языка словесного: «Язык художественного текста в своей сущности является определенной моделью мира. Модель мира, создаваемая языком, более всеобща, чем глубоко индивидуальная в момент создания модель сообщения. Художественное сообщение создает художественную модель какого-нибудь конкретного явления. Художественный язык моделирует универсум в его наиболее общих категориях».
Значительные усилия по определению специфики семиотичности искусства были предприняты С. Раппопортом. Специально проблеме художественной коммуникации была посвящена монография С. Раппопорта «От художника к зрителю», представляющая собой итог исследований советских эстетиков по данной проблематике. Приступая к характеристике семиотических средств художественной коммуникации, С. Раппопорт выводил их специфику из особенностей передаваемой ими художественной информации, а в конечном счете — из особенностей той сферы общественной практики, которую обслуживает искусство, а именно, «личностной плоскости практики», направленной на человека и его отношения к действительности. Эти особенности он выявлял в сопоставлении языков искусства и науки. "Характер функционирования научных языков, — по мнению C. Раппопорта, — можно назвать осведомляющим, а главный принцип их функционирования — принцип тождества. Если научные модели суть некие объективные данности, то им нужны знаковые средства, способные осведомлять всех своих адресатов об этих данностях, причем осведомлять как можно точнее.
О художественных же моделях действительности «невозможно осведомить. Таким путем передается только содержащаяся в них познавательная информация». Языки искусства "призваны одновременно осведомлять адресата о некоей объективной данности, внушать ему определенные эмоции (заражать ими) и вызывать у него некоторый строй наблюдений, раздумий, направляя формирование определенных идей и чувств путем уже сотворческой работы самого адресата.
В своей книге С. Раппопорт подробно анализирует механизм функционирования художественного семиотического предмета, отмечая ассоциативный характер связи художественных знаков и их значений, выделяет эмоциональные, предметные и предметно-эмоциональные типы ассоциативных связей, их устойчиво общественный и индивидуально-своеобразный характер.

### Онтология искусства
Специальные исследования онтологической проблематики в советской эстетике были инициированы публикацией на рубеже 1950-х и 1960-х годов работ Н. Гартмана и Р. Ингардена. Усилия советских ученых были направлены на марксистское решение проблемы, поставленной феноменологами. В ходе этих исследований сложилось несколько типов ее решения.
Первый из них характерно представлен в книге Л. Зеленова «Процесс эстетического отражения». «Произведение искусства, — писал автор, — есть продукт художественной объективации, есть объективированный художественный замысел, материальный по форме и идеальный по содержанию». Произведение существует объективно, вне и независимо от потребителей. «Содержание искусства — это эстетическое сознание, объективированное в материалах. Различие содержания произведения и образа, художественной идеи состоит в форме бытия. Идея существует в сознании идеально, содержание объективировано в материальном». Процесс постижения художественного произведения — «вторичная эстетическая субъективация протекает как процесс отражения субъектом объекта».
Прежде всего в данной концепции следует отметить принципиально верное стремление представить произведение искусства как единство материального и идеального. При этом, идеальное в нём есть результат художественно-образного отражения действительности, а материальное — средство передачи результатов художественного мышления от автора к потребителям. Однако, по мнению И. В. Малышева, ряд утверждений Л. Зеленова представляются явно ошибочными. Во-первых, включение идеального содержания в структуру самого материального предмета, созданного в целях художественной коммуникации. Идеальное неотделимо от мозга как своей материальной основы и не может существовать в том или ином материальном предмете, созданном человеком. Во-вторых, И. В. Малышев считает ошибочным утверждение, что произведение искусства существует объективно, вне и независимо от сознания потребителей. Независимо от восприятия существует, конечно, художественный материальный предмет — холст, покрытый красками, акустический процесс, мраморная статуя. Но ни художественные эмоции, ни идеи не существуют в акустических колебаниях воздушной среды, а лишь вызываются ими в сознании слушателей. Даже представление трехмерного пространства живописное полотно не содержит, а лишь вызывает в сознании зрителя. Да и процесс восприятия произведения не может быть, как уже отмечалось, сведен к процессу «отражения субъектом объекта».
В работах Е. Басина, Е. Волковой, Ю. Лотмана, Б. Успенского, С. Раппопорта было продемонстрировано, что произведение искусства есть единство материального знакового образования и его духовного значения как результата интерпретации этого объекта автором и «потребителями» в рамках определённого художественного языка. Как таковое, произведение искусства существует только в отношении к общественной системе художественного языка. Именно в соответствии с этой системой художник создает, а «потребитель» воспринимает произведение, то есть оказывается возможной художественная коммуникация. Её особенностью и, вследствие этого, особенностью строения художественного произведения, является вариативность интерпретации художественного семиотического предмета читателями, зрителями, слушателями.
Таким образом, художественное произведение предстает как единство создаваемого автором художественного семиотического предмета и множества вариантов его значения, складывающихся в результате интерпретации этого предмета публикой, и отражающих единое в своей сущности и многообразное в своих проявлениях жизненное содержание, осмысленное автором.

## Музыкальная эстетика

### Связь музыки с действительностью
В 1950—1980-е годы в советской эстетике, наряду с познанием общих свойств искусства, велись исследования специфики различных его видов. Одной из наиболее интенсивно развивающихся научных дисциплин стала музыкальная эстетика. Особенность её положения состоит в том, что она находится «между» общей теорией искусства и музыковедением. Задача музыкальной эстетики, учитывая данные частных музыковедческих дисциплин, исследовать особенность проявления всеобщих свойств искусства в музыке как одном из его видов.
Для советской эстетики эта задача была и одной из самых трудных, и принципиальных. Главная трудность состояла в доказательстве, что постулируемое материалистическое положение об искусстве как особой форме отражения действительности, распространяется и на музыку, причем музыку в её «чистом» виде, то есть инструментальную непрограммную. Дело в том, что в инструментальной музыке может вполне отсутствовать предметно-событийное содержание, то есть образы конкретных явлений действительности. В тех же случаях, когда такие образы в сознании слушателей возникают, они носят весьма вариативный характер. В связи с чем вариативный смысл приобретает и идейное содержание музыкального произведения. Об этом свидетельствует история музыкального искусства, в ходе которой неоднократно одна и та же музыка звучала по обе стороны фронта, как, например, произведения Бетховена во время Второй мировой войны.
При неопределенности и вариативности предметно-событийного содержания или полном отсутствии его музыка весьма конкретна и чрезвычайно богата эмоционально. Её содержание представляет собой динамический поток эмоций, с подъёмами и спадами, с контрастами и переплетениями самых различных состояний души. Причем, именно эмоциональное содержание составляет инвариантное ядро музыкального художественного образа, вокруг которого складывается «ореол» предметных ассоциаций.
Такие особенности художественного содержания сочетаются в музыке с весьма развитой, сложной и при этом имеющей неизобразительный характер звуковой формой. Звуки организуются в единый комплекс музыкальной формы, не подражая реальным звучаниям, а следуя своим особым закономерностям, которые познаются и формулируются в соответствующих разделах музыкальной теории. Все эти особенности музыки весьма удобны для идеалистических и формалистических её интерпретаций, которые безраздельно господствуют в современной западной музыкальной эстетике.
Для материалистической же трактовки музыка традиционно предельно сложна. Поэтому не случайно, что советская эстетика в период, предшествующий анализируемому, носила явно выраженный литературоцентристский характер. Но без доказательства применимости к музыке исходной материалистической концепции искусства последняя «повисала в воздухе», не имела полной аргументации в свою пользу. Поэтому развитие марксистской гносеологии музыки имело принципиальное значение.
Анализ гносеологических концепций музыки логично начать с позиции Ю.Кремлева, так сказать, «классика» догматического марксизма-ленинизма в сфере эстетики. В своей брошюре 1963 года «Познавательная роль музыки» он писал: «мы видим, что нет оснований отказывать музыке в познавательном значении. Во-первых, она открывает широкие пути познанию душевного мира человека через претворение звуков его голоса. Во-вторых, музыка дает возможность познавать все иные реальные явления, выражаемые звуками». И третья идея, высказанная Ю. Кремлевым, — утверждение познавательных возможностей музыкальной логики, «поскольку ее гибкость обеспечивает как целостное, так и детальное воплощение процессов».
Вторая из перечисленных идей Ю.Кремлева была скептически встречена специалистами по музыкальной эстетике. Они, в частности А. Сохор, признавали, что в некоторых, преимущественно программных, произведениях используются элементы звукоподражания явлениям действительности. Но и в этих, достаточно редких случаях «изображение такого рода материальных явлений получается в музыке гораздо менее полным и определенным, чем в изобразительных искусствах». Да и вообще, «эта сторона музыки служит лишь средством, способом воплощения того, что составляет основу ее содержания — эмоций и мыслей». Однако данный аргумент в пользу познавательных возможностей музыки, связи её с действительностью был отвергнут.
Не получила поддержки и идея о том, что логика музыкального мышления отражает объективные характеристики жизненных процессов, действительно весьма слабо аргументированная Ю. Кремлевым: «Суть ее заключается в бесконечно разнообразных способностях показывать противоречия движения и покоя». Тем не менее, гносеологический анализ логики сонатного аллегро в творчестве Бетховена, осуществленный А. Климовицким и В. Селивановым, показал, что она представляет собой отражение всеобщих диалектических законов развития. По заключению авторов, «Гегель в области философии, а Бетховен в музыке были величайшими диалектиками». К сожалению, данная констатация не получила обобщающего осмысления. Концепция логики музыкального мышления как отражения закономерностей бытия была сформулирована, развита и аргументирована лишь в 1990-х годах.
В советский же период большинство исследователей, так же как и Ю. Кремлев, придерживалось точки зрения, что предметом отражения музыки является прежде всего внутренний духовный мир человека. Как писал А. Сохор, «поскольку музыка всегда выражает эмоции и волевые процессы, ее предметом надо признать внутреннюю, эмоциональную жизнь человека, в которой, в свою очередь, отражается объективная действительность, а точнее — эмоциональное отношение субъекта к объекту». Характерен аргумент А. Сохора в пользу этой концепции: "Когда художник берет своим предметом душевный мир человека, эмоции, этот мир также выступает для него как объект отражения, получающий его субъективную оценку, которая выражается в произведении. При этом в принципе безразлично, взяты художником чувства и настроения других людей или свои собственные. Все различие заключается только в том, что в последнем случае возникает не «портрет», а «автопортрет».
Действительно, искусство, отражая реальность, познает и духовный мир человека, в том числе его эмоциональное отношение к миру. Результаты этого познания оно воплощает в своих произведениях или в виде словесного описания (литература), или в виде воспроизведения переживающего и мыслящего человека средствами изобразительного искусства, кино, театра. Но описывая и воспроизводя отношения человека к миру, его эмоциональные и рациональные оценки действительности, искусство всегда вырабатывает и особые «оценки этих оценок». Оно всегда оценивает познанные явления духовного мира человека, и это выражается в рационально и эмоционально-оценочном содержании художественного образа. В указанных видах искусства присутствует двойная оценка действительности: та, которую высказывают герои произведений, и та оценка действительности и конкретных героев произведений, которая принадлежит художнику. Причем первая оценка, как результат авторского познания, входит в гносеологическое (познавательное, предметное) содержание художественного образа, вторая, как результат оценки первой, — в аксиологическое (оценочное). Сказанное справедливо и по отношению к жанру автопортрета с той лишь особенностью, что отношение автора к самому себе как объекту изображения, к своему собственному мироотношению, как правило, положительное.
Но существенно иная ситуация характерна для инструментальной музыки, то есть музыки в её «чистом виде». Её художественные эмоции принадлежат именно к оценочному содержанию, это — выражение оценочного отношения к действительности. «В. Медушевский уточнял, что авторская эмоциональная оценка действительности осуществляется через лирического героя» данного произведения. Герой этот именно лирический, одно из воплощений авторского «я», и его оценка мира есть субъективно-личностная авторская оценка.
Это отличает лирического героя произведения от героев-персонажей. Персонаж — образ действующего лица, отличный от авторского «я», это — «не-я», образ некой объективной реальности. Специфика содержания инструментальной непрограммной музыки состоит в том, что даже тогда, когда возникают такие персонажи, их образы слиты с эмоциональной субъективно-личностной оценкой автора (лирического героя) произведения. Так, «образы зла» подаются именно как образы зла, то есть в авторской оценке. Персонаж в музыке (в отличие, например, от литературы) не может выразить свою эмоциональную оценку действительности, если она не совпадает с авторской. С учётом того, что в музыке нет эмоций персонажа, отличных от эмоций лирического героя, следует признать, что эмоциональное содержание музыкального произведения — это именно авторское субъективно-личностное оценочное отношение к миру. Но если это так, если эмоциональное содержание музыкального произведения имеет оценочный, а не познавательный характер, то положение о том, что «эмоции в музыке есть результат познания эмоций в жизни», обнаруживает свою несостоятельность. А ведь это положение было главным аргументом в пользу связи музыки с действительностью в большинстве музыкально-эстетических работ, написанных с позиций марксизма. Из этого следует, что убедительного противопоставления идеализму материалистического осмысления музыки не получилось. Специфика музыки, столь благоприятная для идеалистической и формалистической интерпретации, оказалась чрезвычайно трудной для марксистского анализа.

### Коммуникация в музыке
Значительно более успешными были исследования специфики процессов художественной коммуникации в музыке. Этому способствовали музыкально-психологические и конкретно-музыковедческие исследования, особенно развитая система музыкально-теоретических дисциплин. Благоприятствовало и то, что музыковедение 1970—1980-х годов часто выходит на обобщающие концепции музыки как вида искусства, то есть на собственно музыкально-эстетический уровень.
Подробный анализ генезиса и функционирования коммуникативных средств музыки содержала работа А. Сохора «Музыка как вид искусства». Начинает в ней автор со способов передачи предметного содержания: «в ограниченных масштабах изображение предметов как одна из сторон музыкального образа все же встречается в музыке и не столь уж редко. Понятно, что непосредственному звуковому изображению поддается лишь то, что звучит. И музыка может воспроизводить довольно разнообразные звучания природы и человека, а также созданных им предметов, передавая их окраску, динамику, высотную линию и ритм». Более опосредованный способ — путем использования эмоционально-предметных ассоциаций: «вместо того, чтобы изобразить какой-либо предмет, композитор выражает ту эмоцию, которая порождена у него этим предметом». Но А. Сохор признает, что «музыка не всегда имеет предметное значение» и сосредоточивает свой анализ на способах коммуникации эмоционального содержания.
Генетическими истоками эмоционально-коммуникативных средств музыки автор считает эмоциональную выразительность реальных движений человека и интонаций его речи. Подчеркивая, в то же время, что «буквальное, „фонографическое“ воспроизведение любых звучаний действительности ведет к натурализму, а при возведении в систему — к выходу за пределы искусств. Поэтому речь идет о создании в музыке новых средств передачи эмоций, аналогичных выразительным движениям, но образующих самостоятельную систему. Они рождаются на основе обобщения наблюдений над речевыми интонациями в жизни и опыта их музыкального изображения». К таким специфическим средствам автор относит прежде всего мелодию: «мелодия как особый, специфически музыкальный способ эмоционального выражения есть результат обобщения экспрессивных возможностей речевой интонации, получивших новое оформление и самостоятельное развитие». Отмечается также эмоциональная выразительность гармонии, тембра, лада: «Примером может служить хотя бы яркая эмоциональная выразительность ряда гармонических оборотов с участием функциональных диссонансов. Здесь соединяются непосредственность воздействия мелодических оборотов (нисходящих полутонов, в частности) близких речевым интонациям (вздохи, стоны), и тембровых факторов (напряженность акустических диссонансов) с условностью гармонических формул, которые приобретают определенное устойчивое экспрессивное значение для композиторов и для слушателей, многократно встречавших их при воплощении в музыке сходных драматических ситуаций».
Рассматриваются А. Сохором и коммуникативные свойства композиции музыкального произведения как единого целого: "Логика образно-тематической структуры — это уже логика последования и соотношения не тонов и их сопряжений, не синтаксических и композиционных разделов, а элементов содержания — музыкальных образов, воплощаемых темами.
Подробно анализируя коммуникативные средства музыки, А. Сохор, тем не менее, избегает семиотической терминологии, считая, что «музыку нельзя назвать языком без кавычек».
В 1974 в сборнике статей «Проблемы музыкального мышления» один из его авторов М. Арановский «снимает кавычки» и анализирует музыку с позиций семиотики. М. Арановский решительно заявлял: «любой коммуникативный акт может осуществляться только при условии, если имеется язык, способный образовывать текст сообщения и при этом знакомый как отправителю, так и получателю. Следовательно, для того, чтобы совершился музыкально-коммуникативный акт, необходимо наличие некоторого музыкального языка как системы, формирующей, а точнее — порождающей тексты музыкальных сообщений».
Узаконив понятие «музыкальный язык», автор пытается выявить его специфику. И здесь он ставит под вопрос знаковый характер этого языка: «остается выяснить, является ли это образование системой знаков». Ответ автора отрицательный: «система, выполняющая функции языка, не обладает уровнем знака. Видимо в этом и состоит ее специфика». Аргумент: к музыке неприменимы «традиционные понятия знака и значения». А именно, звуковые комплексы музыкального языка, по мнению М. Арановского, как правило, не имеют «стойких семантических стереотипов» и в этом смысле «ни одна из этих структур не может быть названа знаком в полном смысле этого слова, ибо не имеет денотата». К таковым могут быть отнесены лишь «напевы-символы», «отдельные обороты с большей или меньшей фиксированностью выразительного значения (например, интонация „стона“, „Шубертовская“ секста».
В целом же «музыкальный язык является незнаковой семиотической системой». «Семиотической» — в том смысле, что это коммуникативная, но не знаковая система. Однако Малышев И. В. считает, что действительно справедливое указание на специфику музыкального языка привело автора к ошибочному выводу о его незнаковом характере. Что проявилось и терминологически. «Семиос» — по-гречески «знак». Поэтому формулировка М. Арановского означает, что музыкальный язык — это «незнаковая знаковая система» Ошибочность выводов М. Арановского проистекала из того, что он исходил, как сам признавал, из «традиционного понятия знака и значения», а традиция эта сложилась в лингвистике. Кроме того, над советскими искусствоведами довлела тень расширительной трактовки ленинской критики знаковой концепции сознания эмпириокритиков. Поэтому, в частности, с таким трудом и с разными оговорками методы семиотики, то есть общей теории знаков и знаковых систем, находили свое применение в анализе художественной коммуникации.
В статье В. Медушевского «Как устроены художественные средства музыки», опубликованной в 1977 году, семиотический подход использовался уже без каких-либо изъятий и оговорок. Взяв за основу предельно обобщенное понятие знака Ф. де Соссюра как единства означающего и означаемого, Медушевский конкретизировал его следующим образом: «Знаком называется предмет или любая форма его психического и психофизиологического отображения, которые выполняют или способны выполнить следующие основные функции (одну из них или все вместе): пробуждение представлений и мыслей о явлениях мира (включая сюда и процессы психической жизни), выражение оценочного отношения, программированное воздействие на механизмы восприятия или мышления, указание на связь с другими знаками». Как справедливо считал автор, «такое широкое понимание знака позволяет беспрепятственно изучать любые способы коммуникации в человеческом обществе». Что он и осуществил применительно к музыке.
Выявляя специфику музыкальных знаков, В. Медушевский различил аналитико-грамматические и целостные знаки. К первым относятся средства лада, гармонии, метра. Для них, как отмечал автор, характерна «Крайняя неопределенность значения, или, что почти то же самое, — отсутствие значений», что «дает возможность построить самые разные грамматики». Целостные знаки — это «знаки-интонации» и «пластические знаки». Знаки- интонации опираются на интонационно-речевую выразительность, но не сводятся к ней. Так как преобразуют её аналитическими знаками гармонии, лада и метра. Аналогично и пластические знаки, которые «отличаются комплексной, многомерной организацией материального слоя и опираются на двигательный, кинетический опыт человека». Особое коммуникативное значение В. Медушевский придавал мелодии, относя её к «синтетическим» знакам, то есть синтезирующим в себе и интонационные, и пластические, и грамматические знаки. Благодаря чему «мелодия способна выражать социально-жанровое содержание (сравним, к примеру, мелодику грегорианского хорала и жигу), она демонстрирует исторический, национальный и индивидуальный стиль — и в этом отношении „свертывает“ в структуре своих значений мироощущение эпохи».

#### Книги
- Альшванг А. Проблемы жанрового реализма // Альшванг А. Избранные соч., т.1. М.,1964
- Буров А. И. «Эстетическая сущность искусства» — М. ,1956
- Ванслов В. Содержание и форма в искусстве. М.,1956
- Волкова Е. В. Произведение искусства — предмет эстетического анализа. М.,1976.
- Гартман Н. Эстетика. М.,1958.
- Гуренко Е. Г. К проблеме целостности художественного произведения. Дисс. рукопись. М.,1968.
- Гуренко Е. Г. Проблемы художественной интерпретации. Новосибирск, 1982
- Дмитриева Н. А. «Вопросы эстетического воспитания» — Москва : Искусство, 1956
- Зеленов Л. Процесс эстетического отражения. М.,1969.
- Ингарден Р. Исследования по эстетике. М.,1962.
- Каган М.С. Лекции по марксистско-ленинской эстетике. Ч. 1. Диалектика эстетических явлений. — Л.: Изд. Ленинградского университета, 1963, с. 29, 30
- Калошин Ф. И. Содержание и форма в произведении искусства. М.,1954.
- Капустин Ю. В. Социальные функции музыканта-исполнителя. Автореф. дисс. Л.,1974
- Константинов И. Вопросы художественного воспитания трудящихся. Автореф. дисс. М.,1969.
- Корыхалова Н. П. Интерпретация музыки. Л.,1979.
- Кремлев Ю. Познавательная роль музыки. М.,1963
- Леонтьев А. Н. Проблемы развития психики. М.,1965.
- Леонтьев А. Н. Деятельность. Сознание. Личность. М.,1975
- Леонтьев А. Н. Потребности. Мотивы. Эмоции. М.,1971.
- Лотман Ю. М. Структура художественного текста. М.,1970
- Малышев И.В. «Золотой век советской эстетики» — М., 2007
- Малышев И. В. Произведение искусства и способ его существования. Дисс., рукопись. М.,1977.
- Недошивин Г. А. Очерки теории искусства. М.,1953.
- Органова О. Н. Специфика эстетического восприятия. М.,1975
- Раппопорт С. Х. От художника к зрителю. М.,1978.
- Рыбинцева Г. В. Социодинамика логики музыкального мышления // Малышев И. В., Рыбинцева Г. В. Социодинамика художественного сознания. Ростов-на-Дону,1992.
- Солодовников Г. И. Социалистический реализм и музыка социалистического общества. М.,1975.
- Столович Л.Н, "Философия. Эстетика. Смех — СПб -Тарту, 199, с. 109—178
- Сохор А. Вопросы социологии и эстетики музыки, т.2. Л.,1981.
- Сохор А. Музыка как вид искусства. М.,1970.
- Успенский Б. Поэтика композиции. М.,1970.
- Фарбштейн А. Музыка и эстетика. Л.,1976.
- Фарбштейн А. Теория реализма и проблемы музыкальной эстетики. Л.,1973
- Якобсон П. М. Психология художественного восприятия. М.,1964.

#### Статьи
- Арановский М. Г. Мышление, язык, семантика // Проблемы музыкального мышления. М.,1974.
- Астахов И. Б. О специфике искусства и литературы // «Вопросы философии»,1951,№ 2
- Басин Е. Семиотика об изобразительности и выразительности // «Искусство», 1965, № 2.
- Гурков В. О реализме в музыке // Критика и музыкознание. Л.,1987
- Здобнов Р. Исполнительство — род художественного творчества // Эстетические очерки, вып.2. М.,1967.
- Климовицкий А.,Селиванов В. Бетховен и философская революция в Германии // Вопросы теории и эстетики музыки, вып.10. Л.,1971.
- Малышев И. В. К определению понятия «музыкальное произведение» // Эстетические очерки, вып3. М.,1973.
- Медушевский В. Как устроены художественные средства музыки // Эстетические очерки, вып.4. М.,1977
- Медушевский В. Двойственность музыкальной формы и восприятие музыки // Восприятие музыки. М.,1980
- Нуйкин А. Ещё раз о природе красоты // «Вопросы литературы», 1966, № 3, с. 92-117
- Раппопорт С. Х. О природе художественного мышления // Эстетические очерки, вып.2. М.,1967.
- Раппопорт С. Реализм и музыкальное искусство // Эстетические очерки, вып.5. М.,1979.
- Раппопорт С. Х. Практическая действенность искусства // Марксистско-ленинская эстетика и художественное творчество. М.,1980
- Раппопорт С. Х. Художественно-выразительные средства и механизм художественного воздействия // Эстетическая культура и эстетическое воспитание. М.,1983.
- Тасалов В. И. «Десять лет проблемы „эстетического“ (1956—1966)» (Вопросы эстетики. 9. — М.: «Искусство», 1971, с. 200—208)